# Bankhaus Gebr. Rosenfeld

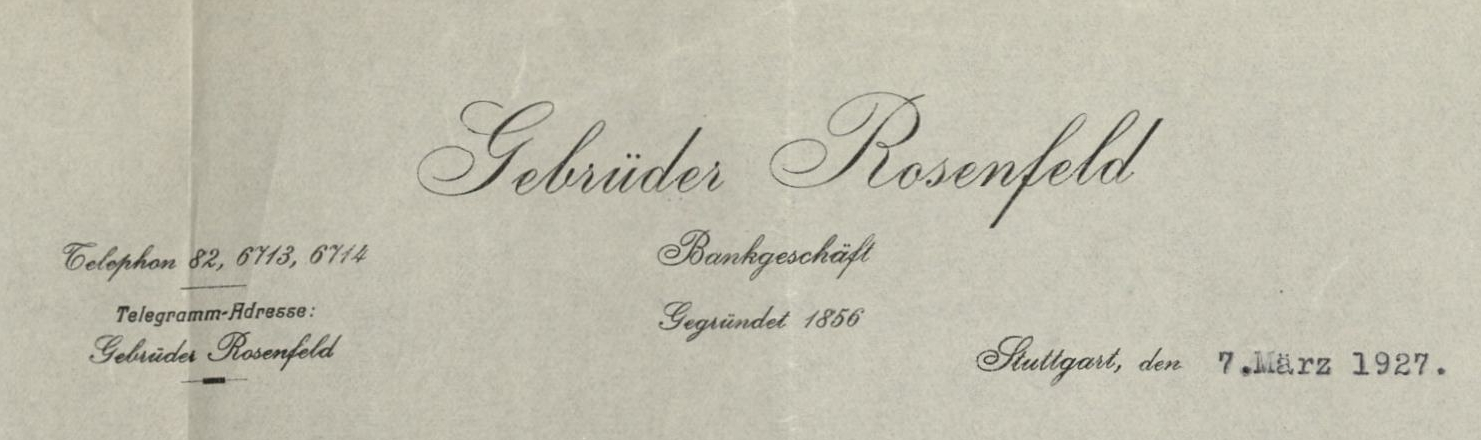
Briefkopf des Bankhauses Gebr. Rosenfeld, 1927.

Das Bankhaus Gebr. Rosenfeld war eine württembergische Privatbank in Stuttgart. Sie wurde 1856 von den Brüdern Götz und Wilhelm Rosenfeld gegründet und war ab 1876 im Besitz von Abraham Einstein und Sigismund Frank und ihren Söhnen. Nach der Machtergreifung 1933 wurde die Bank aufgelöst und 1936 liquidiert. Ein Wiedergutmachungsverfahren nach dem Krieg blieb ohne Erfolg.

## Entwicklung bis 1933
Bis zur Mitte des 19. Jahrhunderts gab es in Württemberg ein nur wenig entwickeltes Bank- und Kreditwesen. Die einzige größere Bank war bis dahin die 1802 von Karoline Kaulla gegründete, jüdisch geleitete Württembergische Hofbank. An der beginnenden Industrialisierung beteiligten sich viele Juden durch die Gründung neuer Unternehmen. In ihrem Buch „Weg und Schicksal der Stuttgarter Juden“ beschreibt die Stuttgarter Historikerin Maria Zelzer die Gründungseuphorie dieser Jahre, an der die Juden einen bedeutenden Anteil hatten: „Allen Neugründungen treu zur Seite stehen die Banken. … Aber es ist nicht die Hofbank allein, die mitwirkt, das Wirtschaftsleben zu fördern. Das goldene Zeitalter der Privatbanken hat begonnen, und diese sind wiederum vorwiegend in jüdischen Händen.“ In diese Atmosphäre des Aufbruchs fiel auch die Gründung der Firma „Gebr. Rosenfeld, Bank- und Wechselgeschäft“ 1856 durch die Brüder Götz und Wilhelm Rosenfeld.
Das Geschäft des Bankhauses nahm bis zum Ersten Weltkrieg eine glänzende Entwicklung. Nach Maria Zelzer zählten 1914 die Bankinhaber Sigismund Frank und Abraham Einstein zu den „neu aufstrebenden Reichen der Stuttgarter jüdischen Gemeinde“. Es gab damals in Stuttgart 250 Millionäre, darunter 33 Juden, und Sigismund Frank verfügte über ein Vermögen von zwei Millionen Mark (dies entspricht fast 10 Millionen Euro) und über 140.000 Mark Jahreseinkommen.
Die Auswirkungen der Inflation von 1914 bis 1923, der Weltwirtschaftskrise zwischen 1929 und 1931 und der Zeit bis zur Machtergreifung 1933 auf das Geschäft des Bankhauses sind nicht bekannt. Zum Ergehen der Bank von 1933 bis zur Liquidation 1936 siehe unten.

### Firmensitz
Der Firmensitz war bis 1860 in der Stiftsstraße 1, bis 1864 in der Lindenstraße 8, bis 1875 in der Königstraße 27, bis 1908 in der Kronprinzstraße 11 oder 12, ab 1909 in der Kronprinzstraße 30 und ab 1927 im ersten Stock des neuerbauten Hahn & Kolb-Hauses, dem ersten Hochhaus in Stuttgart.

### Organisation
Das Bankhaus Gebr. Rosenfeld in Stuttgart wurde 1856 von den Brüdern Götz Rosenfeld aus Frankfurt am Main und Wilhelm Rosenfeld aus Stuttgart gegründet und am 7. März 1866 als Offene Handelsgesellschaft in das Handelsregister eingetragen. 1871 schied Götz Rosenfeld aus der Firma aus, und Moritz Frank und Abraham Einstein wurde Gesamtprokura erteilt. 1874 trat Moritz Frank aus der Firma aus, Abraham Einstein und Sigismund Frank erhielten Einzelprokura. 1876 trat Wilhelm Rosenfeld die Bank „ohne Aktiva und Passiva“ an die beiden Prokuristen ab.
1912 bzw. 1919 wurden die Söhne der beiden Inhaber, Edgar Einstein und Helmuth Frank zu Einzelprokuristen ernannt. 1921 wurden sie neben ihren Vätern zu gleichberechtigten Teilhabern. 1925 trat Helmuth Frank aus der Firma aus und verzog nach Genua. Im März 1927 trat Lothar Frank als Teilhaber in das Bankhaus ein. Nach dem Tod von Sigismund Frank wurde am 26. Februar 1930 die Offene Handelsgesellschaft in eine Kommanditgesellschaft umgewandelt, mit Abraham Einstein, Edgar Einstein und Lothar Frank als haftenden Gesellschaftern und Lina Frank geb. Rothschildt, der Witwe von Sigismund Frank, als Kommanditistin.

### Inhaber und Prokuristen
Die Tabelle gibt eine Übersicht über die Inhaber und Prokuristen der Bank.
| Zeit      | Funktion       | Name                                   |
| --------- | -------------- | -------------------------------------- |
| 1866–1871 | Inhaber        | Götz Rosenfeld (erwähnt 1856–1877)     |
| 1866–1876 | Inhaber        | Wilhelm Rosenfeld (1825–1892)          |
| 1871–1874 | Gesamtprokura  | Moritz Frank (erwähnt 1871–1929)       |
| 1871–1874 | Gesamtprokura  | Abraham Einstein (1852–1939)           |
| 1874–1876 | Einzelprokura  | Abraham Einstein                       |
| 1874–1876 | Einzelprokura  | Sigismund Frank (1848–1930)            |
| 1876–1936 | Inhaber        | Abraham Einstein                       |
| 1876–1930 | Inhaber        | Sigismund Frank                        |
| 1912–1921 | Einzelprokura  | Edgar Einstein (1883–1961)             |
| 1919–1921 | Einzelprokura  | Helmuth Frank (1892–nach 1944)         |
| 1921–1936 | Inhaber        | Edgar Einstein                         |
| 1921–1924 | Inhaber        | Helmuth Frank                          |
| 1927–1933 | Inhaber        | Lothar Frank (1900–1985)               |
| 1930–1936 | Kommanditistin | Lina Frank geb. Rothschild (1865–1960) |

## Nazizeit
Nach dem Reichstagsbrand Ende Februar 1933, einen Monat nach der Machtergreifung, vermutete der Schriftsteller Bruno Frank, ein Sohn von Sigismund Frank, dass nicht die beschuldigten Kommunisten, sondern die Nazis selbst die Brandstifter waren. In seiner politischen Streitschrift gegen das Hitlersystem „Lüge als Staatsprinzip“ von 1939 schilderte er, was ihm damals durch den Kopf ging: „Ich hätte es auf die Wand meines Schlafzimmers malen können, was morgen geschehen würde: Verhaftung der oppositionellen Führer, Verbot der hitlerfeindlichen Presse, Ächtung aller Sozialisten“, und er hätte hinzufügen können: Drangsalierung der Juden. Bruno Frank zog  die Konsequenz und emigrierte am Tag nach dem Brand, vorerst in das noch nazifreie europäische Ausland.
Zurück in Deutschland blieben Bruno Franks Mutter Lina Frank (sein Vater war 1930 gestorben), seine Schwester Ruth Frank sowie sein Bruder Lothar Frank mit seiner Frau Elisabeth und seinem Sohn Anton. Der Gewerbebetrieb des Bankhauses wurde am 16. Mai 1933 eingestellt. Am 19. Mai 1933 wurden die beiden jüngeren Teilhaber des Bankhauses, Edgar Einstein und Lothar Frank „wegen Vergehens gegen das Depotgesetz“ in Untersuchungshaft genommen. Fünf Monate später, am 13. Oktober 1933, wurde das Verfahren eingestellt, und sie wurden aus der Haft entlassen. Im Dezember 1933 wurde die Firma aufgelöst, zum Liquidator wurde die Schwäbische Treuhand-Aktiengesellschaft in Stuttgart bestimmt. Am 22. Oktober 1936 wurde die Firma endgültig aufgelöst.

## Erfolgloses Wiedergutmachungsverfahren
Die tatsächlichen Ursachen, die der Abwicklung des Bankhauses nach der Machtergreifung zugrunde lagen, lassen sich anhand der erhaltenen Unterlagen nicht mehr ermitteln. Sascha Kirchner, der Biograph von Bruno Frank, zieht den Schluss: „Auch wenn die verfügbaren Quellen über die Hintergründe dieser Ereignisse naturgemäß keine Auskunft geben, darf man angesichts vergleichbarer und besser dokumentierter Fälle der Liquidation von Privatbanken in jüdischem Besitz zwischen 1933 und 1939 vermuten, daß die verbliebenen Gesellschafter ihr Unternehmen nach den ersten Boykottaufrufen gegen jüdische Firmen … unter polizeistaatlichem Druck aufgeben mußten.“
Am 31. März 1958 stellte der Londoner Rechtsanwalt Erich Nast im Auftrag von Edgar Einstein, der 1934 nach Sao Paulo emigriert war, bei dem Landesamt für Wiedergutmachung in Stuttgart einen Antrag auf Entschädigung „wegen Schadens am Eigentum und Vermögen durch verfolgungsbedingte Auflösung der Firma Gebr. Rosenfeld“. Der Antrag wurde zurückgewiesen, weil Erich Nast die geforderten Nachweise nicht fristgemäß beibrachte. Darüber hinaus wurde festgestellt, „daß der Zusammenbruch des Bankhauses Gebr. Rosenfeld unabhängig von ns-Verfolgungsmaßnahmen erfolgte. Die Zahlungsunfähigkeit und Überschuldung der Antragstellerin war vielmehr eine Folge der schweren Bankenkrise der Jahre 1929 bis 1933.“ 
Gegen diesen Bescheid klagte Else Einstein, die Witwe des inzwischen verstorbenen Edgar Einstein: „Der Zusammenbruch sei auf nationalsozialistische Verfolgungsmaßnahmen zurückzuführen. Die Untersuchungshaft sei verhängt worden, um Vorwürfe gegen die Integrität der Inhaber konstruieren zu können, bei nichtjüdischen Unternehmen sei in großzügiger Weise alles getan worden, um einen Zusammenbruch zu vermeiden.“ Das Landgericht Stuttgart verkündete am 30. Januar 1964 das Urteil. Die Klage wurde „wegen Versäumung der Klagefrist als unzulässig“ abgewiesen.

### Allgemein
- Bruno Frank: Lüge als Staatsprinzip. Ungedrucktes Manuskript, 1939.
- Sascha Kirchner: Der Bürger als Künstler. Bruno Frank (1887–1945) – Leben und Werk. Düsseldorf 2009, Seite 17–18, 227–228.
- Gert Kollmer-von Oheimb-Loup: Einführung in die baden-württembergische Bankengeschichte des 19. und 20. Jahrhunderts. Wilhelm Hohmann: Kompendium der Privatbanken in Stuttgart 1865 bis Ende der 1980er Jahre. Ostfildern 2009, Seite 197–198.
- Manfred Pohl: Baden-Württembergische Bankgeschichte. Stuttgart 1992.
- Maria Zelzer: Weg und Schicksal der Stuttgarter Juden. Ein Gedenkbuch. Stuttgart 1964, Seite 34, 63, 74, 465.

### Archive
- Staatsarchiv Ludwigsburg
  - F 303 II Bü 35,  Handelsregisterakten Bankhaus Gebr. Rosenfeld.
  - EL 350 I Bü 31777, Entschädigungssache Bankhaus Gebr. Rosenfeld.